# 仙林街道
仙林街道，是中华人民共和国江苏省南京市棲霞區下辖的一个乡镇级行政单位。

## 行政区划
仙林街道下辖以下地区：
仙林新村社区、仙鹤山庄社区、杉湖路社区和亚东社区。